# Kunbir lombokiana
Kunbir lombokiana är en skalbaggsart som beskrevs av Tatsuya Niisato och Yokoi 2008. Kunbir lombokiana ingår i släktet Kunbir och familjen långhorningar. Inga underarter finns listade i Catalogue of Life.